# Leslie Caron

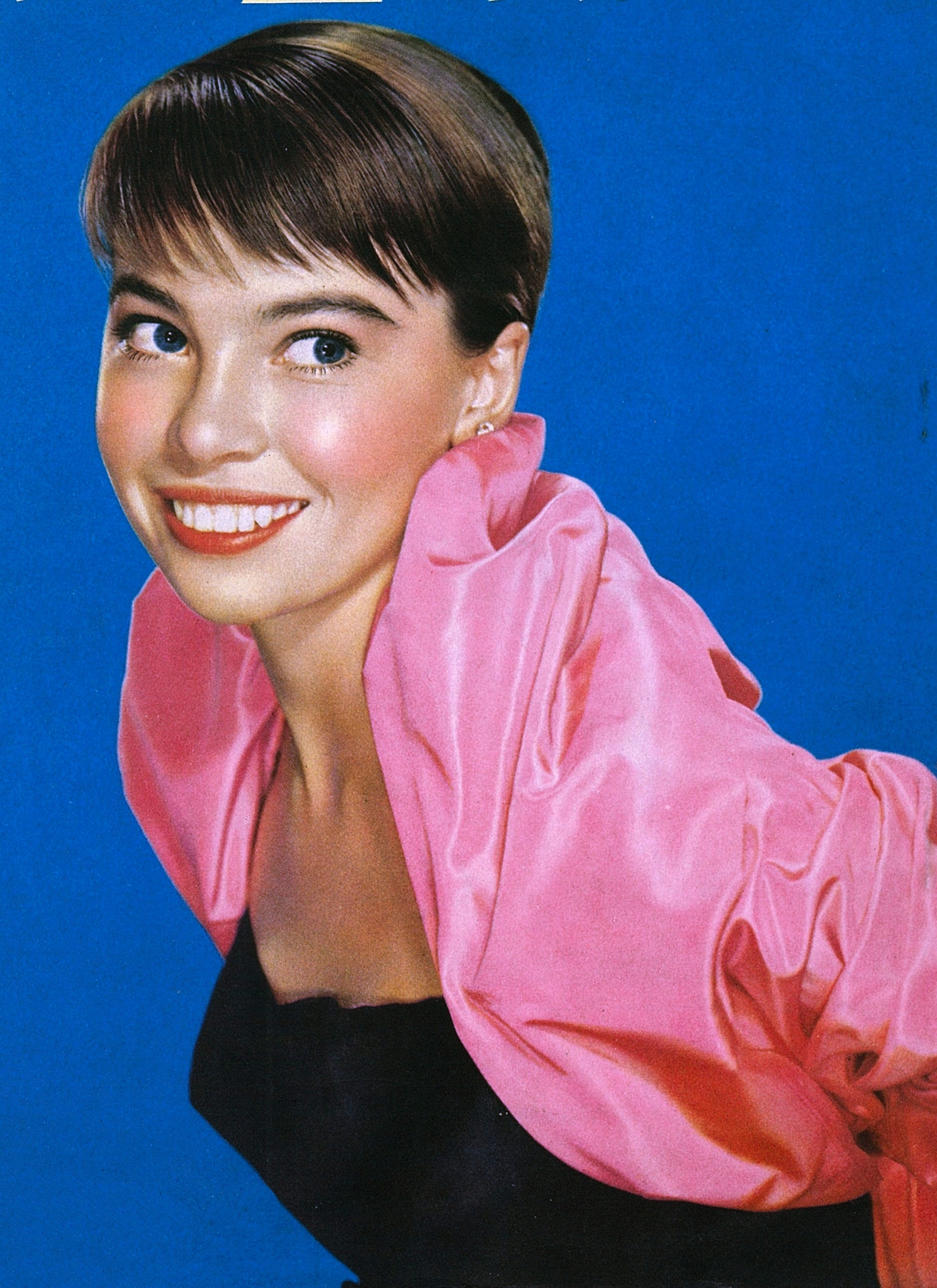
Leslie Caron (1953)

Leslie Claire Margaret Caron (* 1. Juli 1931 in Boulogne-Billancourt bei Paris) ist eine französische Schauspielerin und Tänzerin. Weltweite Bekanntheit erreichte sie in den 1950er-Jahren durch Hauptrollen in den Filmmusicals Ein Amerikaner in Paris und Gigi.

## Leben und Karriere

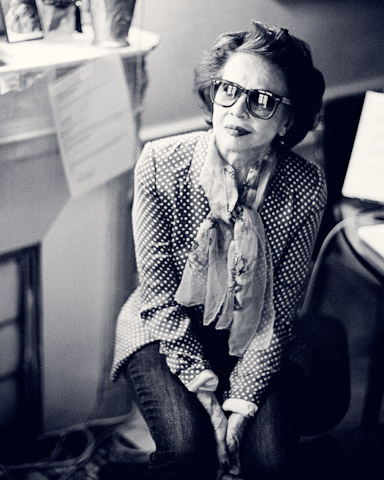
Leslie Caron (2012)

Geboren wurde Leslie Caron in Boulogne-Billancourt, doch wuchs sie mit ihren Eltern und ihrem Bruder Aimery in dem von ihren Großeltern errichteten Art-déco-Stadtpalais Nummer 35 am Boulevard de la Saussaye in Neuilly-sur-Seine auf.
Als Tochter einer US-amerikanischen Tänzerin erhielt sie schon im Kindesalter Tanzunterricht, von 1944 bis 1946 absolvierte sie ein Tanzstudium am Pariser Konservatorium. Drei Jahre später wurde Caron Primaballerina am Ballet des Champs-Elysées. Dort wurde sie von Gene Kelly entdeckt, der ihr eine Rolle in seinem nächsten Musicalfilm Ein Amerikaner in Paris verschaffte. Die Kinoproduktion wurde mit sechs Oscars ausgezeichnet und hatte für Caron weitere Filmangebote zur Folge.
1953 erhielt sie für ihre Rolle in dem Liebesfilm Lili einen British Film Academy Award als beste ausländische Schauspielerin und eine Oscar-Nominierung als beste Hauptdarstellerin. Dies wiederholte sich 1962 mit dem Melodram Das indiskrete Zimmer. In den 1960er-Jahren trat sie in verschiedenen Musical- und Broadway-Produktionen vorwiegend in Europa auf, wandte sich in ihren Filmrollen aber von Musicals ab und spielte in Komödien, Abenteuerfilmen und Filmdramen mit. So war sie 1979 beispielsweise in dem Sportlerdrama Golden Girl neben Susan Anton und Curd Jürgens zu sehen.
1989 war sie Jurypräsidentin der Berlinale und des World Film Festivals. Sie ist seit Beginn des 21. Jahrhunderts die einzige Schauspielerin aus der Riege der Musicalstars der 50er-Jahre, die noch auf der Bühne und am Set stehen. So war sie 2000 in dem weltweiten Kino-Erfolg Chocolat als Madame Audel zu sehen. Für die Rolle eines Vergewaltigungsopfers in der Episode Recall der TV-Serie Law & Order: Special Victims Unit (Law and Order: New York) erhielt sie 2007 erstmals einen Emmy Award.
Caron ist dreimal geschieden. Zwischen 1951 und 1954 war sie mit dem Filmkomponisten Geordie Hormel verheiratet, zwischen 1956 und 1965 mit dem Regisseur Peter Hall; aus der zweiten Ehe gingen zwei Kinder hervor. Ihre dritte Ehe mit dem Regisseur und Filmproduzenten Michael Laughlin hielt von 1969 bis 1980. Mitte der 1960er-Jahre war sie mit dem Schauspielerkollegen Warren Beatty liiert; in den Jahren 1994 und 1995 hatte sie eine Beziehung mit dem Schauspieler Robert Wolders.

## Filmografie (Auswahl)
- 1951: Ein Amerikaner in Paris (An American in Paris)
- 1951: Der Mann in Schwarz (The Man with a Cloak)
- 1953: Lili
- 1953: War es die große Liebe? (The Story of Three Loves)
- 1955: Der gläserne Pantoffel (The Glass Slipper)
- 1955: Daddy Langbein (Daddy Long Legs)
- 1958: Gigi
- 1958: Arzt am Scheideweg (The Doctor's Dilemma)
- 1959: Über den Gassen von Nizza (The Man Who Understood Women)
- 1960: Die Kellerratten (The Subterraneans)
- 1960: Austerlitz – Glanz einer Kaiserkrone (Austerlitz)
- 1961: Fanny (Fanny)
- 1962: Das indiskrete Zimmer (The L-Shaped Room)
- 1962: Die Vier Wahrheiten (Les Quatre vérités)
- 1962: Flucht aus dem Dunkel (Guns of Darkness)
- 1964: Der große Wolf ruft (Father Goose)
- 1965: Versprich ihr alles (Promise Her Anything)
- 1965: Ein Appartement für drei (A Very Special Favor)
- 1966: Brennt Paris? (Paris brûle-t-il?)
- 1970: Madron
- 1977: Valentino
- 1977: Der Mann, der die Frauen liebte (L’homme qui aimait les femmes)
- 1978: Dr. med. Erika Werner (Docteur Erika Werner, Fernsehserie)
- 1979: Goldengirl
- 1980: Die Braut sagt nein (Kontrakt)
- 1982: Die Unerreichbare (Fernsehfilm)
- 1982: Imperativ
- 1984: Gefährliche Züge (La Diagonale du fou)
- 1984: 100 Karat (Master of the Game, TV-Miniserie, drei Folgen)
- 1986: Love Boat (The Love Boat, Fernsehserie, zwei Folgen)
- 1987: Falcon Crest (Fernsehserie, drei Folgen)
- 1989: Heidi auf der Flucht (Courage Mountain)
- 1990: Der Zug (Lenin: The Train) (dreiteiliger Fernsehfilm)
- 1992: Verhängnis (Damage)
- 1995: Funny Bones
- 1995: Let it be me
- 2000: Chocolat – Ein kleiner Biss genügt (Chocolat)
- 2000: Die legendären blonden Bombshells (The Last Of The Blonde Bombshells) (Fernsehfilm)
- 2001: Mord im Orient-Express (Murder on the Orient Express) (Fernsehfilm)
- 2003: Eine Affäre in Paris (Le Divorce)
- 2006: Law & Order: Special Victims Unit (Fernsehserie, eine Folge)
- 2013: The Cop – Crime Scene Paris (Jo, Fernsehserie, eine Folge)
- 2016–2018: The Durrells (Fernsehserie, Staffel 1, sechs Folgen)

## Theater
- 1955: Orvet
- 1955: Gigi
- 1961: La sauvage
- 1961: Ondine von Jean Giraudoux (im Aldwych Theatre, London, unter Leitung von Sir Peter Hall)
- 1965: Carola
- 1975–1981: 13, rue de l'amour
- 1978: Can-Can
- 1983: The rehearsal
- 1984: On your toes
- 1985: One for the Tango (Apprends-moi Céline)
- 1985: L'inaccessible
- 1991: Grand hotel
- 1991: Le martyre de Saint Sebastien
- 1995: Georges Sand et Chopin
- 1997: Nocturne for lovers
- 1997: The story of Babar
- 1998: Apprends-moi Céline
- 1999: Readings from Colette
- 1999: Nocturne for lovers
- 2009: Thank Heaven
- 2009: A Little Night Music
- 2014: Six Dance Lessons in Six Weeks[5]

## Auszeichnungen

### Ehrungen
- 1997: Offizier des Ordre national du Mérite[6]

- 2013: Kommandeur der Ehrenlegion (Ernennung zum Offizier 2004)[7]
- 2019: Kommandeur des Ordre des Arts et des Lettres[8]

### Preise und Nominierungen
- 1954: Oscar-Nominierung für Lili (Kategorie: Beste Hauptdarstellerin)
- 1954: British Film Academy Award für Lili (Beste ausländische Darstellerin)
- 1959: Golden-Globe-Nominierung für Gigi (Beste Hauptdarstellerin – Komödie oder Musical)
- 1959: Laurel Award für Gigi (Beste weibliche Musical-Darstellung)
- 1962: Golden-Globe-Nominierung für Fanny (Beste Hauptdarstellerin – Drama)
- 1963: British Film Academy Award für Das indiskrete Zimmer (Beste britische Darstellerin)
- 1964: Golden Globe Award für Das indiskrete Zimmer (Beste Hauptdarstellerin – Drama)
- 1964: Oscar-Nominierung für Das indiskrete Zimmer (Beste Hauptdarstellerin)
- 1989: International Award der Women in Film Crystal Awards
- 1996: Preis für das Lebenswerk auf dem Palm Springs International Film Festival
- 2005: Preis für das Lebenswerk auf dem Sarasota Film Festival
- 2007: Emmy für Law & Order: Special Victims Unit (Beste Gastdarstellerin in einer Dramaserie)
- 2009: Stern auf dem Hollywood Walk of Fame, 6153 Hollywood Blvd.

## Filmdokumentation
- Larry Weinstein: Leslie Caron, eine Pariserin in Hollywood, 53 Min., Kanada/Frankreich, 2014 Video auf YouTube (verfügbar bis zum 14. Mai 2024)[9]